# Помыткин, Виктор Прокопьевич
Виктор Прокопьевич Помыткин — советский российский тренер, спортивный судья и спортивный функционер.
- Заслуженный тренер России (2006);
- судья Республиканской категории по бадминтону и по лёгкой атлетике;
- председатель Федерации бадминтона г. Свердловска 1974—1999 гг.;
- председатель Тренерского Совета СК «Урал» (г. Екатеринбург) 1980-1999гг;
- 1-й вице-президент Федерации бадминтона г. Москвы 2004-2010гп;
- тренер и организатор первого и единственного профессионального спортивного клуба по бадминтону в СССР и СНГ 1991—1994 гг., ставшего чемпионом СНГ в 1993 году;
- организатор, генеральный директор, главный тренер первого профессионального спортивного клуба по бадминтону «Локомотив Рекорд» в Москве и России, который стал пятикратным чемпионом России и впервые из всех стран Восточной Европы завоевал звание чемпиона Европы среди клубных команд в 2002 и 2003 годах.

Всего за время работы с 1973 по 1999 годы в секции по бадминтону спортивного клуба «Урал» (г. Екатеринбург) им было подготовлено 12 МС, более 90 КМС, около тысячи спортсменов массовых разрядов.
В разные годы 26 представителей спортивного клуба были кандидатами и членами сборных команд СССР и 52 — Российской Федерации. Его воспитанники более 20 раз становились победителями и призёрами первенств СССР, и более 60 — Российской федерации, а в самостоятельной жизни стали тренерами, врачами, бизнесменами, банкирами, крупными менеджерами, даже генералами и крупными чиновниками.
Автор книги — «Книга тренера по бадминтону. Теория и практика»
(Ульяновск : Ульяновский дом печати, 2012-. — 22 см. ISBN 978-5-98585-081-9 (в пер.))